# 49 Змеи
49 Змеи (лат. 49 Serpentis, HD 145958) — кратная звезда в созвездии Геркулеса на расстоянии (вычисленном из значения параллакса) приблизительно 79 световых лет (около 24,3 парсек) от Солнца.

## Характеристики
Первый компонент (HD 145958Aa) — жёлтый карлик спектрального класса G8V, или G9V, или K0. Видимая звёздная величина звезды — +7,348m. Масса — около 0,89 солнечной, радиус — около 0,88 солнечного, светимость — около 0,615 солнечной. Эффективная температура — около 5414 K.
Второй компонент — HD 145958Ab. Масса — около 0,55 солнечной. Орбитальный период — около 3715,352 суток (10,172 года). Удалён на 0,2 угловой секунды.
Третий компонент (HD 145958B) — жёлтый карлик спектрального класса G8V, или G9V. Видимая звёздная величина звезды — +7,5m. Масса — около 0,91 солнечной, радиус — около 0,84 солнечного, светимость — около 0,566 солнечной. Эффективная температура — около 5343 K. Орбитальный период — около 251188,6 суток (687,717 года). Удалён на 4 угловых секунды (148,82 а.е.).
Четвёртый компонент — ADS 9969 °C. Видимая звёздная величина звезды — +11,28m. Удалён на 206,2 угловой секунды.
Пятый компонент (HD 145958D) — коричневый карлик спектрального класса T6. Удалён на 27 угловых секунд (38278 а. е.).

## Планетная система
В 2019 году учёными, анализирующими данные проектов HIPPARCOS и Gaia, у звезды обнаружена планета.